# Полін Девіс-Томпсон
Полін Девіс-Томпсон (англ. Pauline Davis-Thompson; нар. 9 липня 1966) — багамська легкоатлетка, що спеціалізується на спринті, дворазова олімпійська чемпіонка 2000 року, срібна призерка Олімпійських ігор 1996 року, чемпіонка світу.

## Кар'єра
У 1984 році вона була нагороджена Трофеєм Остіна Сілі як найвидатніша спортсменка Ігор КАРІФТА 1984 року.

## Досягнення
| Рік                           | Змагання                      | Місто                         | Місце                         | Дисципліна                    | Примітки                      |
| Представник Багамські Острови | Представник Багамські Острови | Представник Багамські Острови | Представник Багамські Острови | Представник Багамські Острови | Представник Багамські Острови |
| ----------------------------- | ----------------------------- | ----------------------------- | ----------------------------- | ----------------------------- | ----------------------------- |
| 1983                          | Чемпіонат світу               | Гельсінкі, Фінляндія          | 6 (чвертьфінал)               | біг на 100 метрів             | 11.62                         |
| 1983                          | Чемпіонат світу               | Гельсінкі, Фінляндія          | 6 (чвертьфінал)               | біг на 200 метрів             | 23.64                         |
| 1983                          | Чемпіонат світу               | Гельсінкі, Фінляндія          | 6 (забіги)                    | естафета 4×100 метрів         | 44.76                         |
| 1984                          | Олімпійські ігри              | Лос-Анджелес, США             | 7 (півфінал)                  | біг на 100 метрів             | 11.70                         |
| 1984                          | Олімпійські ігри              | Лос-Анджелес, США             | 8 (півфінал)                  | біг на 200 метрів             | 23.02                         |
| 1984                          | Олімпійські ігри              | Лос-Анджелес, США             | 6                             | естафета 4×100 метрів         | 44.18                         |
| 1987                          | Чемпіонат світу               | Рим, Італія                   | 6 (чвертьфінал)               | біг на 100 метрів             | 11.64                         |
| 1987                          | Чемпіонат світу               | Рим, Італія                   | 5 (півфінал)                  | біг на 200 метрів             | 22.89                         |
| 1988                          | Олімпійські ігри              | Сеул, Південна Корея          | 6 (півфінал)                  | біг на 100 метрів             | 11.12                         |
| 1988                          | Олімпійські ігри              | Сеул, Південна Корея          | 7 (півфінал)                  | біг на 200 метрів             | 22.67                         |
| 1991                          | Чемпіонат світу в приміщенні  | Севілья, Іспанія              | 5                             | біг на 60 метрів              | 7.16                          |
| 1991                          | Чемпіонат світу в приміщенні  | Севілья, Іспанія              | 4 (півфінал)                  | біг на 200 метрів             | 23.58                         |
| 1991                          | Чемпіонат світу               | Токіо, Японія                 | 5 (півфінал)                  | біг на 100 метрів             | 11.19                         |
| 1991                          | Чемпіонат світу               | Токіо, Японія                 | 7                             | біг на 200 метрів             | 22.90                         |
| 1992                          | Олімпійські ігри              | Барселона, Іспанія            | 5 (півфінал)                  | біг на 100 метрів             | 11.34                         |
| 1992                          | Олімпійські ігри              | Барселона, Іспанія            | 6 (півфінал)                  | біг на 200 метрів             | 22.61                         |
| 1993                          | Чемпіонат світу               | Штутгарт, Німеччина           | 5 (півфінал)                  | біг на 100 метрів             | 11.21                         |
| 1993                          | Чемпіонат світу               | Штутгарт, Німеччина           | 6 (півфінал)                  | біг на 200 метрів             | 22.94                         |
| 1995                          | Чемпіонат світу в приміщенні  | Барселона, Іспанія            | 2                             | біг на 200 метрів             | 22.68                         |
| 1995                          | Чемпіонат світу               | Гетеборг, Швеція              | 2                             | біг на 400 метрів             | 49.96                         |
| 1995                          | Чемпіонат світу               | Гетеборг, Швеція              | 4                             | естафета 4×100 метрів         | 43.14                         |
| 1996                          | Олімпійські ігри              | Атланта, США                  | 4                             | біг на 400 метрів             | 49.28                         |
| 1996                          | Олімпійські ігри              | Атланта, США                  | 2                             | естафета 4×100 метрів         | 42.14                         |
| 1997                          | Чемпіонат світу в приміщенні  | Париж, Франція                | 3 (півфінал)                  | біг на 200 метрів             | 23.04                         |
| 1997                          | Чемпіонат світу               | Афіни, Греція                 | 4                             | біг на 200 метрів             | 23.13                         |
| 1997                          | Чемпіонат світу               | Афіни, Греція                 | 7                             | біг на 400 метрів             | 50.68                         |
| 1997                          | Чемпіонат світу               | Афіни, Греція                 | 6                             | естафета 4×100 метрів         | 42.77                         |
| 1999                          | Чемпіонат світу в приміщенні  | Маебасі, Японія               | 3                             | біг на 200 метрів             | 22.70                         |
| 1999                          | Панамериканські ігри          | Вінніпег, Канада              | 4                             | біг на 200 метрів             | 23.07                         |
| 1999                          | Чемпіонат світу               | Севілья, Іспанія              | 1                             | естафета 4×100 метрів         | 41.92                         |
| 2000                          | Олімпійські ігри              | Сідней, Австралія             | 1                             | біг на 200 метрів             | 22.27                         |
| 2000                          | Олімпійські ігри              | Сідней, Австралія             | 1                             | естафета 4×100 метрів         | 41.95                         |